# Гвинеја на Светском првенству у атлетици на отвореном 2013.
Гвинеја је учествовала на 14. Светском првенству у атлетици на отвореном 2013. одржаном у Москви од 10. до 18. августа дванаести пут. Репрезентацију Гвинеје представљао је један такмичар који се такмичио у трци на 1.500 метара., 
На овом првенству Гвинеја није освојила ниједну медаљу, а такмичар је направио најбољи лични резултат у сезони.

## Резултати

### Мушкарци
| Атлетичар   | Дисциплина | Лични рекорд | Квалификације | Квалификације | Полуфинале           | Полуфинале           | Финале               | Финале       | Детаљи |
| Атлетичар   | Дисциплина | Лични рекорд | Резултат      | Место         | Резултат             | Место                | Резултат             | Место        | Детаљи |
| ----------- | ---------- | ------------ | ------------- | ------------- | -------------------- | -------------------- | -------------------- | ------------ | ------ |
| Мамаду Бари | 1.500 м    | 4:05,08      | 4:16,38 ЛРС   | 12. у гр 1    | Није се квалификовао | Није се квалификовао | Није се квалификовао | 36 / 37 (38) |        |